# Смол
Смол или Смоле (гръцки: Μικρό Δάσος, Микро Дасос, катаревуса: Μικρόν Δάσος, Микрон Дасос, до 1927 година Σμόλη, Смоли) е село в Гърция, дем Пеония, област Централна Македония с 512 души население (2001).

## География
Селото е разположено в историко-географската област Боймия, на 8 километра северно от град Ругуновец (Поликастро) и на 2 километра западно от магистралата Солун-Скопие.

## История

### В Османската империя
Църквата в селото е дело на Андон Китанов. В „Етнография на вилаетите Адрианопол, Монастир и Салоника“, издадена в Константинопол в 1878 година и отразяваща статистиката на населението от 1873, Смол (Smol) е посочено като селище в каза Аврет Хисар (Кукуш) с 32 домакинства, като жителите му са 145 българи.
Според статистиката на Васил Кънчов („Македония. Етнография и статистика“) от 1900 г. Смол е населявано от 160 жители българи. В началото на XX век цялото население на Смол е под върховенството на Българската екзархия. По данни на секретаря на екзархията Димитър Мишев („La Macédoine et sa Population Chrétienne“) в 1905 година в Смол има 168 българи екзархисти и функционира българско училище.
В селото в 1895 – 1896 година е основан комитет на ВМОРО. В началото на 1905 година след сражение в Смол между българска чета и турски войски, в което турците имат трима убити, а българите – един ранен, селото е подложено на мащабни репресии: местната църква е разграбена, много жители са арестувани и пребити. На 1 март 1905 година четите на Апостол Петков и Сава Михайлов са обкръжени при село Смол от турска войска и башибозук. След 5-часово кръвопролитно сражение загиват 40 четници, като войводата Сава Михайлов се самоубива. Спасява се само раненият в петата Апостол войвода с неговия четник Илия Личев. Прехвърлят се в Ениджевардарското езеро, след което в Арджанското езеро.
По време на Балканската война 1 човек от Смол се включва като доброволец в Македоно-одринското опълчение.

### В Гърция
Селото остава в Гърция след Междусъюзническата война в 1913 година. Българските му жители се изселват и на тяхно място са настанени гърци бежанци. Боривое Милоевич пише в 1921 година („Южна Македония“), че Смол има 35 къщи славяни християни. В 1928 година селото е изцяло бежанско с 93 семейства и 360 души гърци бежанци. В 1927 година селото е прекръстено на Микрон Дасос.
Църквата „Свети Архангели“ от XIX век е обявена за исторически паметник на 27 юни 1987 година.

## Личности
Родени в Смол
- Григор Стоянов, български революционер, деец на ВМОРО[6]
- Иван Смоларски (1877 – ?), македоно-одрински опълченец, 1 и 4 рота на 14 воденска дружина[14]
- Иван Тодев (1877 – 1905), български революционер
- Лазар Христов Вантов (1876 – след 1943), български революционер, деец на ВМОРО[6]
- Мицо Арджанлиев, български революционер, деец на ВМОРО[6]
- Стойко Чурлинов и синът му Христо, български революционери, дейци на ВМОРО[6]
- Яно Белчев, български революционер, деец на ВМОРО[6]
- Яно Кехайов (? – 1901), български революционер

Починали в Смол
- Александър Генов (1886 – 1905), български революционер от ВМОРО
- Атанас Минчев Мокарев, български военен деец, подпоручик, загинал през Междусъюзническа война[15]
- Васил Христов Кьортошев (? – 1905), български революционер от Богданци, четник на ВМОРО, убит на 1 март 1905 година в местността Рудина чука[16]
- Гоно Мицов Каркалашев (? – 1905), български революционер от Богданци, четник на ВМОРО, убит на 1 март 1905 година в местността Рудина чука[16]
- Гончо Миндин (? – 1905), български революционер от Лесково, деец на ВМОРО, убит на 1 март 1905 година при Смол[17]
- Димитър Стоянов Гошев (? – 1905), български революционер от Лесково, деец на ВМОРО, убит на 1 март 1905 година при Смол[17]
- Михаил Георгиев Пешков (? – 1905), български революционер от Богданци, четник на ВМОРО, убит на 1 март 1905 година в местността Рудина чука[16]
- Мито Траев Радналиев, български революционер от Извор, деец на ВМОРО, убит на 1 март 1905 година в местността Бачово край Смол[18]
- Мицо Донин Кадията (? – 1905), български революционер от Богданци, четник на ВМОРО, убит на 1 март 1905 година в местността Рудина чука[16]
- Мицо Янов Марков (? – 1905), български революционер от Богданци, четник на ВМОРО, убит на 1 март 1905 година в местността Рудина чука[16]
- Петър Каркалашев (1874 – 1905), български революционер от Богданци, четник на ВМОРО, убит на 1 март 1905 година в местността Рудина чука[16]
- Сава Михайлов (1877 – 1905), български революционер от Мачуково, войвода на ВМОРО, убит на 1 март 1905 година в местността Рудина чука[16]
- Христо Траянов (1882 – 1905), български революционер, деец на ВМОРО от Извор, убит на 1 март 1905 година в местността Бачово край Смол[18]